# Mount Usborne
Mount Usborne is de hoogste berg van de Falklandeilanden. Gelegen op Oost-Falkland, de berg is 705 m hoog.
In z'n boek over de reis met de Beagle refereert Charles Darwin naar de berg in hoofdstuk 9; deze is genoemd naar Alexander Burns Usborne, assistent van de kapitein van de Beagle.
De berg is enkele meters hoger dan de Mount Adam, de hoogste top op West Falkland. Op Mount Usborne zijn de restanten te zien van glaciale keteldalen. In het verleden is sprake geweest van enige gletsjervorming. De enkele bergen die boven 600 meter uitkomen hebben: 
"geprononceerde keteldalen met kleine gletsjermeren aan de basis, moreneruggen aan de laagste zijde toe wijzen erop dat de gletsjers beperkt bleven tot de bovenste zones van de bergen; andere delen van de eilanden hadden een toendraklimaat".